# Flux de neutrons

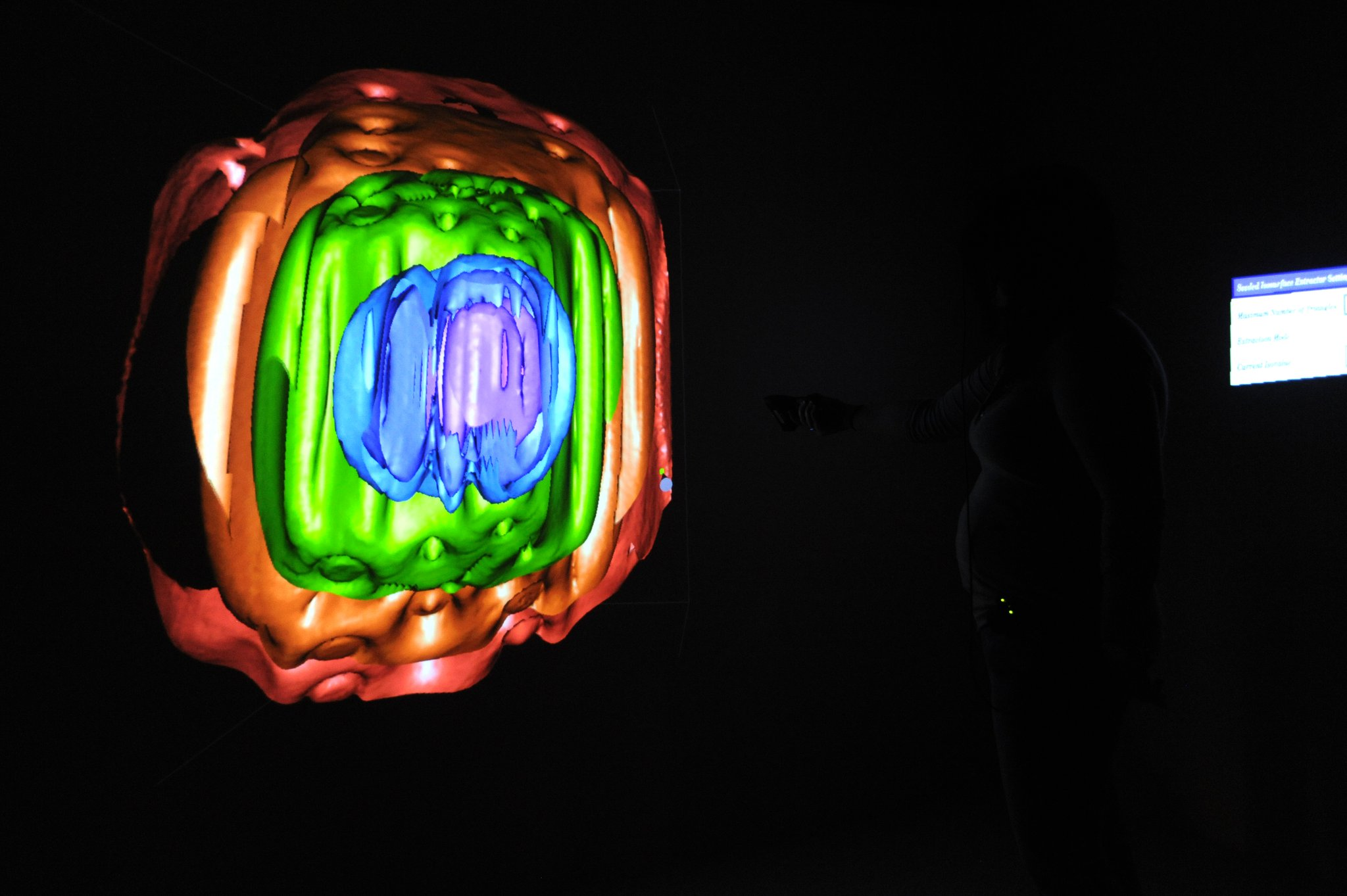
Nivells de flux de neutrons generats al nucli del reactor de prova avançat d'INL durant el funcionament. Els nivells de neutrons són més alts a les zones blaves i morades, i més baixos a les zones taronja i vermella.

El flux de neutrons és una magnitud escalar utilitzada en física nuclear i física de reactors nuclears. És la distància total recorreguda per tots els neutrons lliures per unitat de temps i volum. De manera equivalent, es pot definir com el nombre de neutrons que viatgen a través d'una petita esfera de radi {\displaystyle R} en un interval de temps, dividit per una secció transversal màxima de l'esfera (la gran àrea del disc, {\displaystyle \pi R^{2}}) i per la durada de l'interval de temps. La dimensió del flux de neutrons és {\displaystyle {\mathsf {L}}^{-2}{\mathsf {T}}^{-1}} i la unitat habitual és cm −2 s −1 (centímetre quadrat recíproc per segon recíproc).

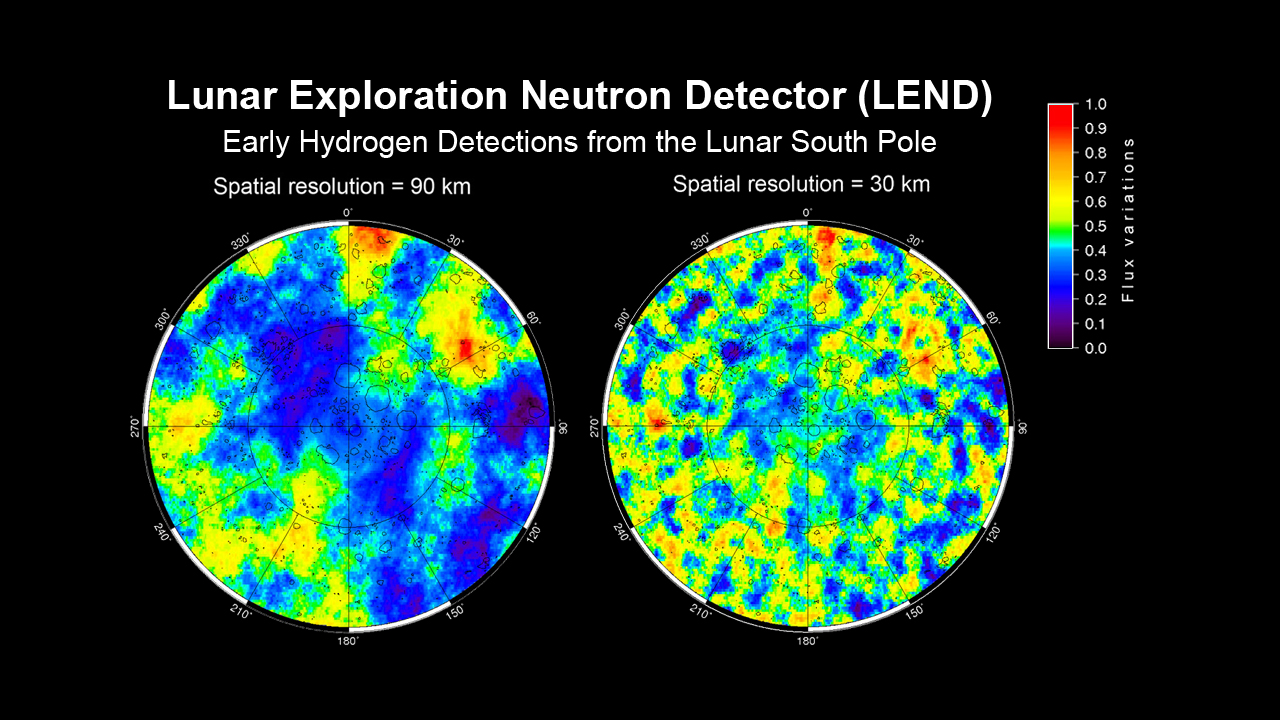
Aquesta imatge mostra les deteccions de flux de neutrons al voltant del pol sud lunar des de LEND. Crèdit: NASA/Institut d'Investigació Espacial (Moscou)

La fluència de neutrons es defineix com el flux de neutrons integrat durant un període determinat. Així que la seva dimensió és {\displaystyle {\mathsf {L}}^{-2}} i la seva unitat habitual és cm−2 (centímetre quadrat recíproc). Un terme més antic utilitzat en lloc de cm−2 va ser "nvt" (neutrons, velocitat, temps).

## Flux natural de neutrons
El flux de neutrons a les estrelles de branques gegants asimptòtiques i a les supernoves és responsable de la major part de la nucleosíntesi natural produint elements més pesats que el ferro. A les estrelles hi ha un flux de neutrons relativament baix de l'ordre de 10 5 a 10 11 cm −2 s −1, donant lloc a la nucleosíntesi pel procés s (procés lent de captura de neutrons). Per contra, després d'una supernova de col·lapse del nucli, hi ha un flux de neutrons extremadament alt, de l'ordre de 10 32 cm −2 s −1, donant lloc a la nucleosíntesi pel procés r (procés ràpid de captura de neutrons).
El flux de neutrons atmosfèrics de la Terra, aparentment de les tempestes, pot arribar a nivells de 3·10 −2 a 9.10 +1 cm −2 s −1. Tanmateix, resultats recents (considerats invàlids pels investigadors originals ) obtinguts amb detectors de neutrons de centelleig no blindats mostren una disminució del flux de neutrons durant les tempestes. La investigació recent sembla donar suport a la generació de llamps de 10 13 a 10 15 neutrons per descàrrega mitjançant processos fotonuclears.

### Fluència de neutrons de la paret del recipient del reactor
Un reactor d'una central nuclear típica (PWR) aguanta en 40 anys (32 anys de reactor complet) de funcionament aproximadament 6,5 × 10 19 cm−2 (E > 1 MeV) de fluència de neutrons. El flux de neutrons fa que els recipients dels reactors pateixin fragilització per neutrons.